# Il dossier Hitler
Il dossier Hitler (Das Buch Hitler) è una biografia di Adolf Hitler del 2005 a cura di Matthias Uhl e Henrik Eberle, basata sul rapporto sovietico sulla vita del dittatore nazista voluto da Iosif Stalin e tenuto a lungo segreto.

## Il primo rapporto sovietico
Il progetto, incluso nella raccolta Il dossier Hitler, iniziò poco dopo la fine della seconda guerra mondiale in Europa: Stalin dubitò della versione ufficiale secondo cui Hitler si era suicidato, e pensò che fosse fuggito e che gli Alleati gli avessero concesso asilo politico.
Alla fine del 1945 Stalin ordinò allo NKVD di indagare sulle circostanze della morte di Hitler e di ricostruire gli ultimi giorni dell'aprile 1945 all'interno del Führerbunker. Lo NKVD definì questo progetto "Operazione Mito". Dell'indagine fu incaricato il commissario del popolo Sergej Kruglòv, mentre la stesura effettiva del rapporto finale fu opera degli ufficiali Fyòdor Parpàrov e Igor Salèyev.
Dopo il suicidio di Adolf Hitler il 30 aprile 1945 e la fine della seconda guerra mondiale in Europa, le forze dell'Unione Sovietica ebbero accesso alla Cancelleria del Reich tedesco e al Führerbunker di Berlino. L'indagine andò avanti per quasi quattro anni. L'intento iniziale di appurare semplicemente le circostanze della morte di Hitler alla fine si tradusse in un rapporto dettagliato sulla sua vita dal 1933 al 1945. I ricercatori dello NKVD poterono consultare numerosi documenti confiscati nel quartier generale e negli alloggi di Hitler e interrogare molti nazisti che conobbero Hitler personalmente, tra cui Heinz Linge, il suo assistente personale e cameriere, e Otto Günsche, aiutante delle Schutzstaffel di Hitler. Durante la stesura del rapporto entrambi furono imprigionati nei lager sovietici e sottoposti a "estesi, spesso estenuanti interrogatori".Ad esempio, per avere "colloqui" con Heinz Linge, NKVD lo tenne in una cella d'isolamento, brulicante di insetti, dove subì ripetute frustate e altre torture e umiliazioni.
Il rapporto finale, di 413 pagine dattiloscritte, fu presentato a Stalin il 29 dicembre 1949.

## Scoperta dagli storici occidentali
Durante il governo di Nikita Khrushchev il rapporto fu classificato come "documento n. 462a", senza annotazioni o descrizioni dei suoi contenuti. Pertanto, anche se agli storici occidentali fu consentito l'accesso agli archivi dell'ex Unione Sovietica a partire dal 1991, il "documento n. 462a" rimase sconosciuto per molti anni a causa del suo titolo blando e innocuo. I ricercatori dell'Istituto di Storia Contemporanea di Monaco, tra cui Matthias Uhl e Henrik Eberle, scoprirono il rapporto negli archivi del Partito Comunista. Ne nacque The Hitler Book nel 2005. Il volume fu pubblicato prima in tedesco da Eberle e Uhl e poi presentato in versione inglese, con traduzione di Giles MacDonogh. Nel medesimo anno fu pubblicato in italiano da UTET.
Ad oggi è uscito in più di trenta lingue.

## Critica
Quest'opera fornisce informazioni sui meccanismi interni della Germania nazista, ma anche sui pregiudizi del sistema politico nell'ambito del quale fu redatta. Non fu scritta per il largo pubblico, ma esclusivamente per Stalin. Gli storici successivi sottolineano, ad esempio, che il dossier preparato per Stalin omette il patto Molotov-Ribbentrop, la conseguente invasione sovietica della Polonia (menzionando solo il ruolo della Germania), gli eventi definiti poi come Olocausto, o qualsiasi accenno alle politiche antiebraiche tedesche. Il lavoro si basa per lo più sugli interrogatori di Linge e Günsche, condotti sotto costrizione e in condizioni disumane, compromettendo così l'affidabilità di gran parte delle informazioni.
Riassumendo la descrizione di Hitler, un giornalista afferma che il libro "sostiene l'opinione ampiamente diffusa secondo cui Hitler era delirante, irrazionale e, a causa della sua conformazione psicologica infantile, del tutto incapace di tollerare qualsiasi critica dei suoi difetti". La recensione di Publishers Weekly ricorda ai lettori che i due aiutanti cui si deve il contenuto del libro "avevano colto la necessità del regime [sovietico] di presentare Hitler come uno strumento degenerato e drogato del capitalismo imperialista tedesco. Le loro vite dipendevano dalla capacità di comprendere quell'imperativo non scritto".

## Edizioni
- (DE)  Henrik Eberle e Matthias Uhl (a cura di), Das Buch Hitler. Geheimdossier des NKWD für Josef W. Stalin, zusammengestellt aufgrund der Verhörprotokolle des persönlichen Adjutanten Hitlers, Otto Günsche, und des Kammerdieners Heinz Linge, Moskau 1948/49. Aus dem Russischen von Helmut Ettinger; mit einem Vorwort von Horst Möller. Lübbe, Bergisch Gladbach 2005, ISBN 3-7857-2226-5. Taschenbuchausgabe: Bastei-Lübbe-Taschenbuch, Bergisch Gladbach 2007, ISBN 978-3-404-64219-9.
- (EN) Henrik Eberle e Matthias Uhl (a cura di), The Hitler Book: the Secret Dossier Prepared for Stalin from the Interrogations of Hitler's Personal Aides, traduzione di Giles MacDonogh, New York, Public Affairs, 2005, ISBN 9781586483661.
- Henrik Eberle e Matthias Uhl (a cura di), Il dossier Hitler : la biografia segreta del Führer ordinata da Stalin, traduzione di Andrea Casalegno, Torino, UTET, 2017, ISBN 9788851152390.